# Президентские выборы в Колумбии (1974)
Президентские выборы в Колумбии 1974 года прошли 21 апреля.
Альфонсо Лопес Микельсен от Либеральной партии сумел набрать 56,3% голосов пришедших на выборы избирателей, таким образом он был избран президентом Колумбии.
Примечательным фактом этих выборов стало то, что в них приняли участие трое детей бывших президентов Колумбии: Альфонсо Лопес Микельсен — сын Альфонсо Лопеса Пумарехо, Альваро Гомес Уртадо — сын Лауреано Гомеса Кастро и Мария Евгения Рохас Корреа — дочь Густаво Рохаса Пинильи.
Выборы состоялись в один день с выборами в Конгресс.

## Результаты
| Кандидат                           | Партия                              | Количество голосов | %    |
| ---------------------------------- | ----------------------------------- | ------------------ | ---- |
| Альфонсо Лопес Микельсен           | Колумбийская либеральная партия     | 2 929 719          | 56.3 |
| Альваро Гомес Уртадо               | Колумбийская консервативная партия  | 1 634 879          | 31.4 |
| Мария Евгения Рохас Корреа         | Национальный народный альянс        | 492 166            | 9.5  |
| Эрнандо Эчеверри Мейха             | Национальный союз оппозиции         | 137 054            | 2.6  |
| Эрмес Дуарте Ариас                 | Христианская демократическая партия | 5 718              | 0.1  |
| Хосе Кордоба                       | Независимый кандидат                | 6                  | 0.0  |
| Недействительные бюллетени         | Недействительные бюллетени          | 12 591             | –    |
| Всего                              | Всего                               | 5 212 133          | 100  |
| Зарегистрированные избиратели/явка | Зарегистрированные избиратели/явка  | 8 964 472          | 58.1 |